# Approach lighting system

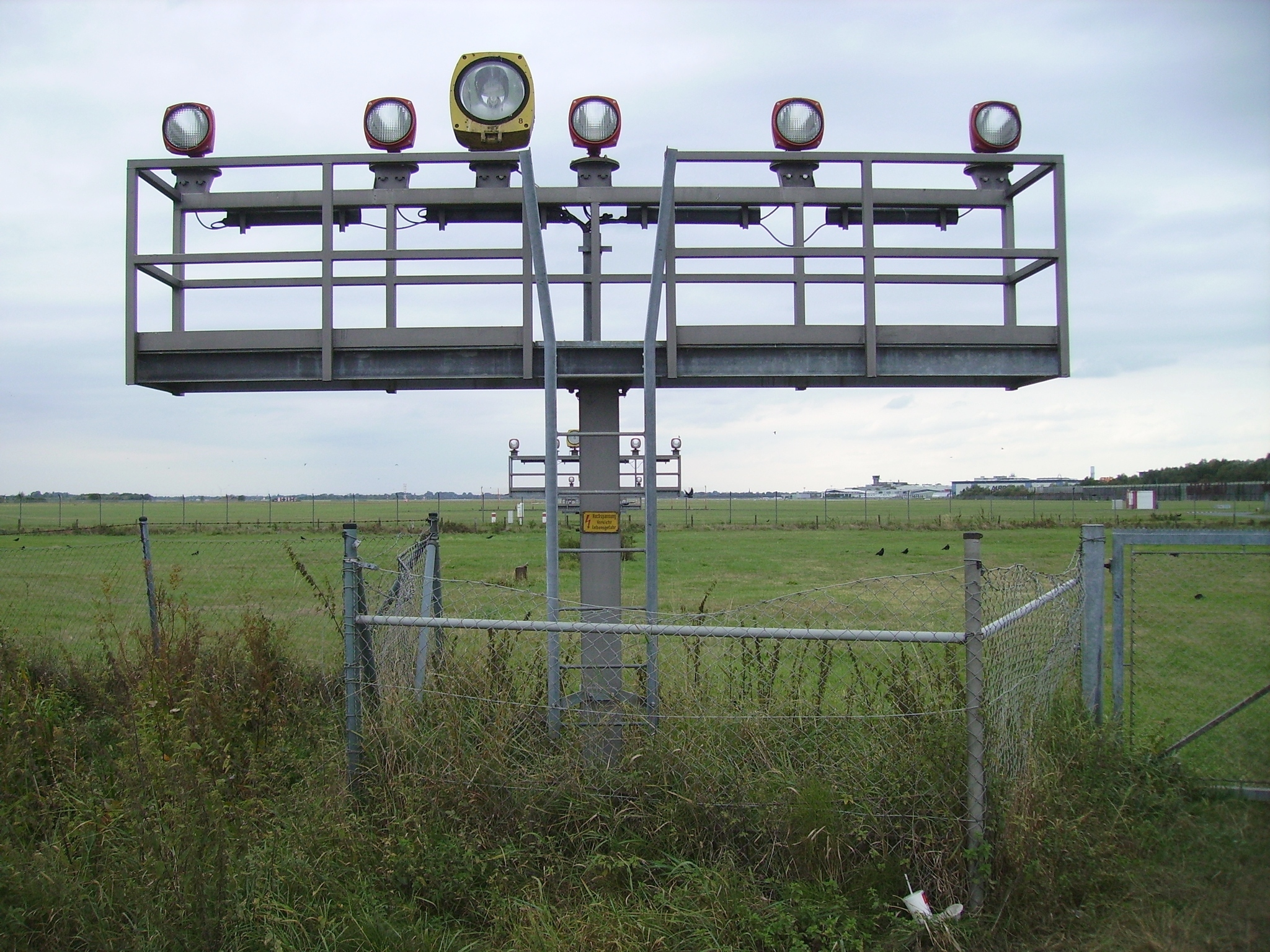
Het approach lighting system van de luchthaven van Bremen

Het approach lighting system (naderingsverlichtingssysteem), vaak afgekort tot ALS, is het systeem van lichten dat het laatste deel van de aanvliegroute van een landingsbaan markeert. Het ALS bestaat uit een serie lichtbalken en/of knipperlichten die op en in het verlengde van het aanvliegeind van de baan liggen. ALS komt men meestal tegen op banen die een instrument landing system (ILS) landingsprocedure kennen (ook wel bekend als IAP). Het doel van het systeem is piloten te voorzien van een visuele oriëntatie op de landingsomgeving en hen te helpen het vliegtuig juist te positioneren gedurende het aanvliegen.
De vereiste minimumzichtstoestand wordt bepaald door de aanwezigheid en het soort ALS dat voor een specifieke baan beschikbaar is.